# Barmera
Barmera – miasto w Australii, w stanie Australia Południowa.